# Kỳ giữa

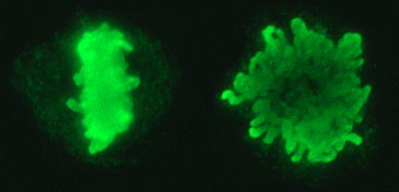
Nhiễm sắc thể xếp thẳng hàng trên đĩa kì giữa. Hai góc nhìn với đĩa kì giữa quay 60°.

Kỳ giữa là một giai đoạn của quá trình nguyên phân trong chu kỳ tế bào của sinh vật nhân thực mà trong đó các nhiễm sắc thể đang ở thời kỳ co xoắn cực đại thứ nhì (chúng co xoắn cực đại nhất ở kỳ sau). Những nhiễm sắc thể mang theo thông tin di truyền này xếp thẳng hàng tại trục của tế bào trước khi bị chia vào một trong hai tế bào con. Kỳ giữa chiếm xấp xỉ 4% khoảng thời gian của chu kỳ tế bào. Trước là các sự kiện trong kỳ giữa sớm và được theo sau bởi kỳ sau, trong kỳ giữa các vi ống hình thành trong kỳ đầu đã hoàn thành việc tìm và đính chính nó vào thể động.

Kì giữa trong tế bào (ở đây là một tế bào động vật) được đặc trưng bởi sự sắp xếp của nhiễm sắc thể ở đĩa xích đạo của tế bào

Trong kỳ giữa, tâm động của nhiễm sắc thể tự tập hợp lại trên đĩa kỳ giữa (hay còn gọi là đĩa xích đạo), một đường thẳng tưởng tượng cách đều hai đầu trung thể. Sự sắp xếp thẳng hàng này tồn tại là do sự đối trọng của hai lực kéo tạo ra bởi những vi ống thể động đối nghịch nhau, tương tự như trò kéo co giữa hai người có cùng sức mạnh, kết thúc bằng việc tiêu diệt cyclin B. Trong một số loại tế bào, các nhiễm sắc thể không xếp thành hàng thẳng tại đĩa kỳ giữa mà thay vào đó di chuyển ngược xuôi giữa hai đầu một cách ngẫu nhiên, chỉ là đại khái xếp thẳng dọc theo đường ở giữa. Các sự kiện ban đầu của kỳ giữa có thể xảy ra đồng thời với các sự kiện sau của kỳ giữa sớm, vì nhiễm sắc thể cùng với thể động đã được đính sẽ khởi động các sự kiện của kỳ giữa một cách riêng biệt trước các nhiễm sắc thể với thể động chưa đính khác mà vẫn đang nấn ná tại các sự kiện của kỳ giữa sớm.
Một trong những điểm kiểm soát chu kỳ tế bào diễn ra trong kỳ giữa sớm và kỳ giữa. Chỉ sau khi tất cả các nhiễm sắc thể đã xếp thẳng hàng trên đĩa kỳ giữa, khi mọi thể động đã được đính cẩn thận vào một bó vi ống, thì tế bào mới bước vào kỳ sau. Các nhà khoa học nghĩ rằng thể động chưa được đính hoặc đính không cẩn thận sẽ phát ra một tín hiệu ngăn chặn việc diễn tiến tới kỳ sau quá sớm, kể cả nếu hầu hết các thể động đều đã được đính và hầu hết các nhiễm sắc thể đã xếp thẳng hàng. Tín hiệu như thế sẽ tạo nên điểm kiểm soát thoi gián phân. Có thể đạt được điều này bằng sự điều tiết của phức hợp xúc tiến kỳ sau, securin, và separase.